# متلازمة المسام المنكمشة
متلازمة المسام المنكمشة (اختصارًا SPS) هي مرضٌ كلويٌ شائع، يحدثُ فيه انكماشٌ للمسام الموجودة في حاجز الترشيح الكبيبي بحيث يقل ترشيح بروتينات 5-30 كيلو دالتون، مثلًا يقل ترشيح سيستاتين سي، مما يزيد بشدةٍ من خطر الإصابة بأمراض خطيرة وقد يؤدي أيضًا للوفاة المُبكرة.